# Ireneusz Paliński
Ireneusz Paliński (Nużewo, 1932. május 13. – Varsó, 2006. július 9.) olimpiai, világ- és Európa-bajnok lengyel súlyemelő.